# Somali

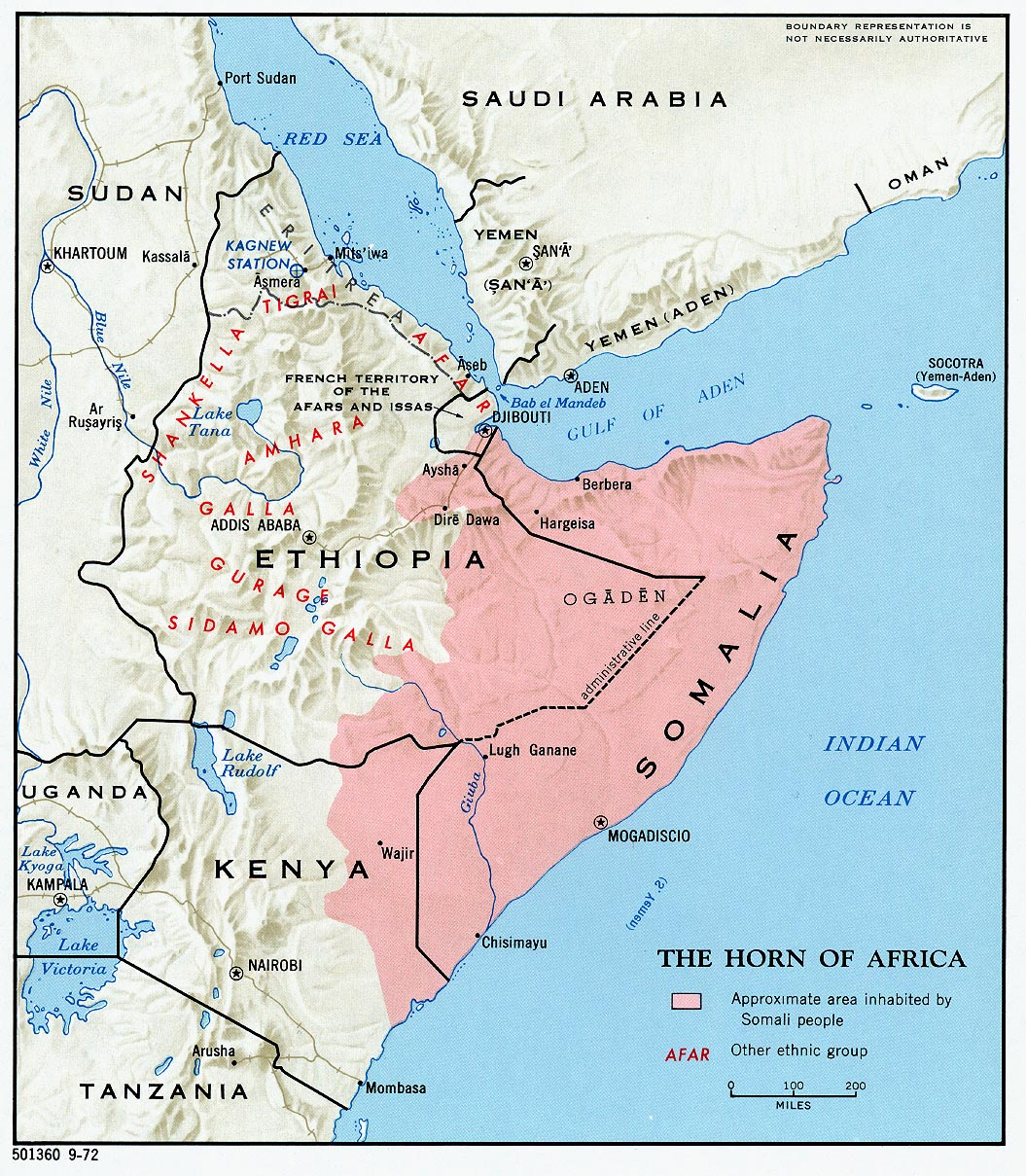
Mapa del domini lingüístic somali.

El somali és una llengua afroasiàtica pertanyent a la branca cuixítica que es parla a Djibouti, Etiòpia, Kenya, Somàlia i Tanzània. La zona on es parla se situa entre la regió compresa entre l'est del riu Omo i el llac Turkana. A partir del segle xv es començà a estendre cap a l'oest i cap al sud.
El somali es parla sobretot a Somàlia, Somalilàndia i Puntlàndia (separades de Somàlia el 1991 i 1998, respectivament, però encara no gaudeixen de reconeixement internacional) Etiòpia, Djibouti i l'est de Kenya. Les comunitats somalis al voltant del món inclouen països de l'Orient Mitjà, Europa, Amèrica del Nord i Austràlia. És la llengua oficial de Somàlia i les seves regions.
La llengua somali s'escriu oficialment amb l'alfabet llatí tot i que l'alfabet àrab i diverses escriptures somalis com l'osmanya, la kaddare i el borama s'utilitzen de manera informal.

## Classificació
Somali es classifica dins de la branca cusítica de la família afroasiàtica, concretament, Cuixític oriental de les Terres Baixes. La somali és la més ben documentada de les llengües cuxítiques, amb estudis acadèmics de la llengua que es remunten a finals del segle xix.

## Distribució geogràfica
El somali es parla a les zones habitades de Somàlia, Djibouti, Etiòpia, Kenia, Iemen i per membres de la diàspora somali. També és parlada com a llengua adoptiva per uns quants grups ètnics minoritaris i individus a les regions de majoria somali.
El somali és la llengua cusítica més parlada a la regió seguida de l'oromo i l'àfar.
El 2019, hi havia aproximadament 21,8 milions de parlants de somali, repartits a la Gran Somàlia dels quals uns 7,8 milions residien a Somàlia. S'estima que la llengua és parlada per un 95% dels habitants del país, i també per la majoria de la població de Djibouti.
Després de l'inici de la Guerra Civil somalí a principis de la dècada de 1990, la diàspora de parla somalí va augmentar de mida, amb comunitats de parla somali més noves formant-se a parts de l'Orient Mitjà, Amèrica del Nord i Europa.

### Estatus oficial
Constitucionalment, el somali i l'àrab són les dues llengües oficials de Somàlia. El somali ha estat llengua nacional oficial des del gener de 1973, quan el Consell Revolucionari Suprem (CRS) el va declarar la llengua principal d'administració i educació de la República Democràtica Somali. Posteriorment, el somali es va establir com a llengua principal d'instrucció acadèmica en els cursos de l'1 al 4, després del treball preparatori del Comitè de la Llengua Somali nomenat pel govern. Més tard es va ampliar per incloure els 12 cursos el 1979. El 1972, el CRS va adoptar una ortografia llatina com a alfabet nacional oficial per sobre de diverses altres escriptures que s'utilitzaven aleshores. Paral·lelament, el diari en italià Stella d'Ottobre ('L'Estrella d'Octubre') va ser nacionalitzat, rebatejat com a Xiddigta Oktoobar i va començar a publicar-se en somali. L'emissora estatal Ràdio Mogadiscio també emet en somali des del 1951. A més, altres xarxes públiques regionals com Somaliland National TV i Puntland TV and Radio, així com Eastern Television Network i Horn Cable Television, entre altres emissores privades, emeten programes en somali.
El somali és reconegut com a llengua oficial de treball a la Regió Somali d'Etiòpia. Tot i que no és una llengua oficial de Djibouti, hi constitueix una llengua nacional important. El somali s'utilitza en emissions de televisió i ràdio, i l'emissora governamental Ràdio Djibouti va transmetre programes en aquesta llengua des del 1943.
La Kenya Broadcasting Corporation també emet en somali als seus programes Iftin FM. La llengua es parla als territoris somalis del nord-est de Kenya, és a dir, al comtat de Wajir, al comtat de Garissa i al comtat de Mandera.
La llengua somali està regulada per l’Acadèmia Regional de la Llengua Somali, una institució intergovernamental establerta el juny de 2013 a la ciutat de Djibouti pels governs de Djibouti, Somàlia i Etiòpia. Té el mandat oficial de preservar la llengua somali.
A partir del 2025, el somali, l'afar i l'oromo són les úniques 3 llengües cuixítiques disponibles a Google Translate.

## Varietats

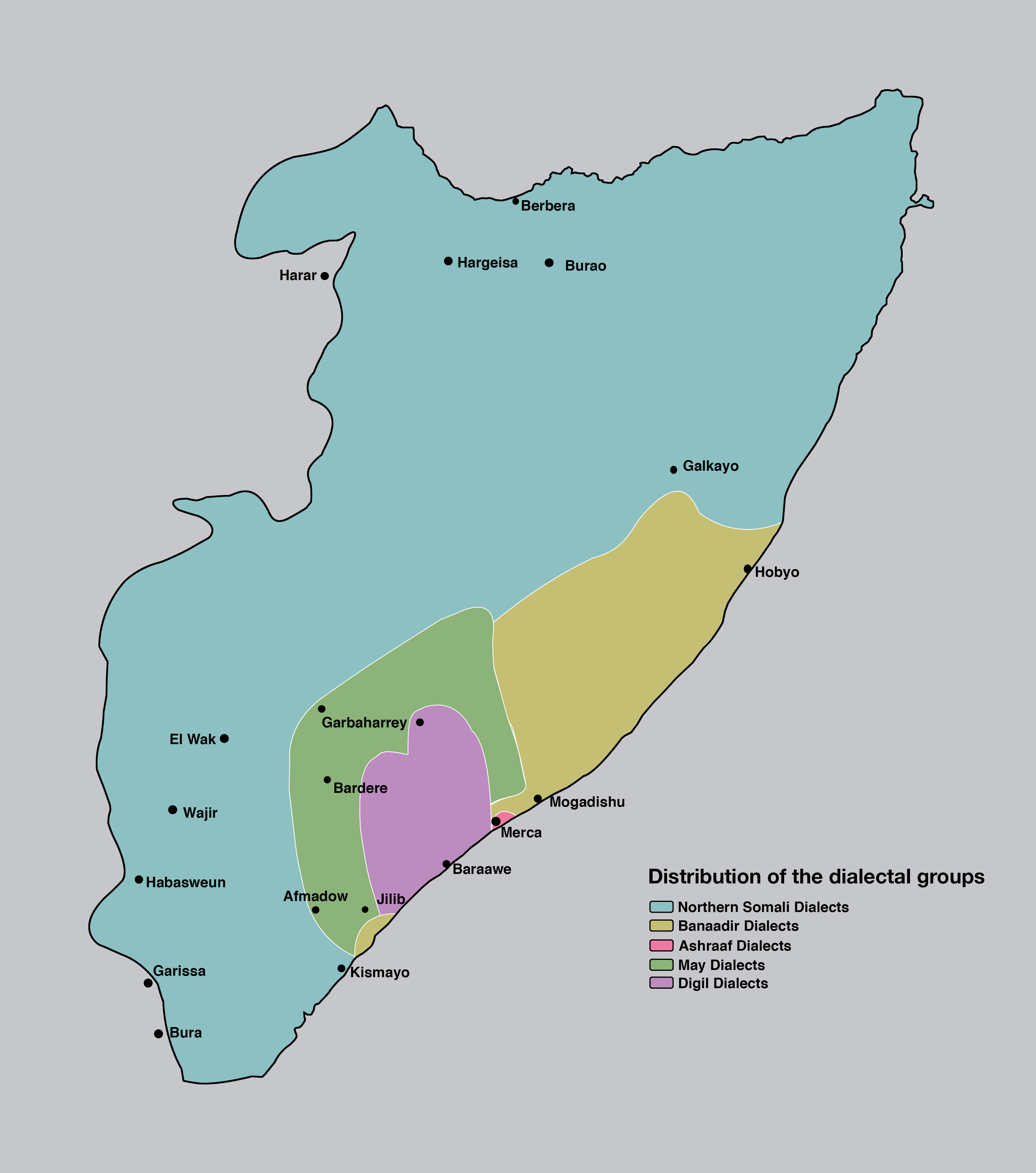
Distribució dels grups dialectals somalis a la Banya d'Àfrica

Les llengües somalis es divideixen àmpliament en tres grups principals: somali septentrional, benadir i maay. El somali septentrional constitueix la base del somali estàndard. És parlat per la majoria de la població somali i la seva àrea de parla s'estén des de Djibouti i la regió somali d’Etiòpia fins al districte de la frontera nord. Aquesta distribució moderna generalitzada és el resultat d'una llarga sèrie de moviments de població cap al sud durant els darrers deu segles des del litoral del golf d'Aden. Lamberti subdivideix el somali septentrional en tres dialectes: el somali septentrional pròpiament dit (parlat al nord-oest; descriu aquest dialecte com a somali septentrional en sentit propi), el grup darod (parlat al nord-est i al llarg de la frontera oriental d'Etiòpia; el nombre més gran de parlants en general) i el grup del Baix Juba (parlat pels colons somalis del nord a les zones fluvials del sud).
El benadir (també conegut com a somali costaner) es parla a la costa central de l'oceà Índic, incloent- hi Mogadiscio. Forma un grup relativament més petit. El dialecte és força mútuament intel·ligible amb el somali del nord.

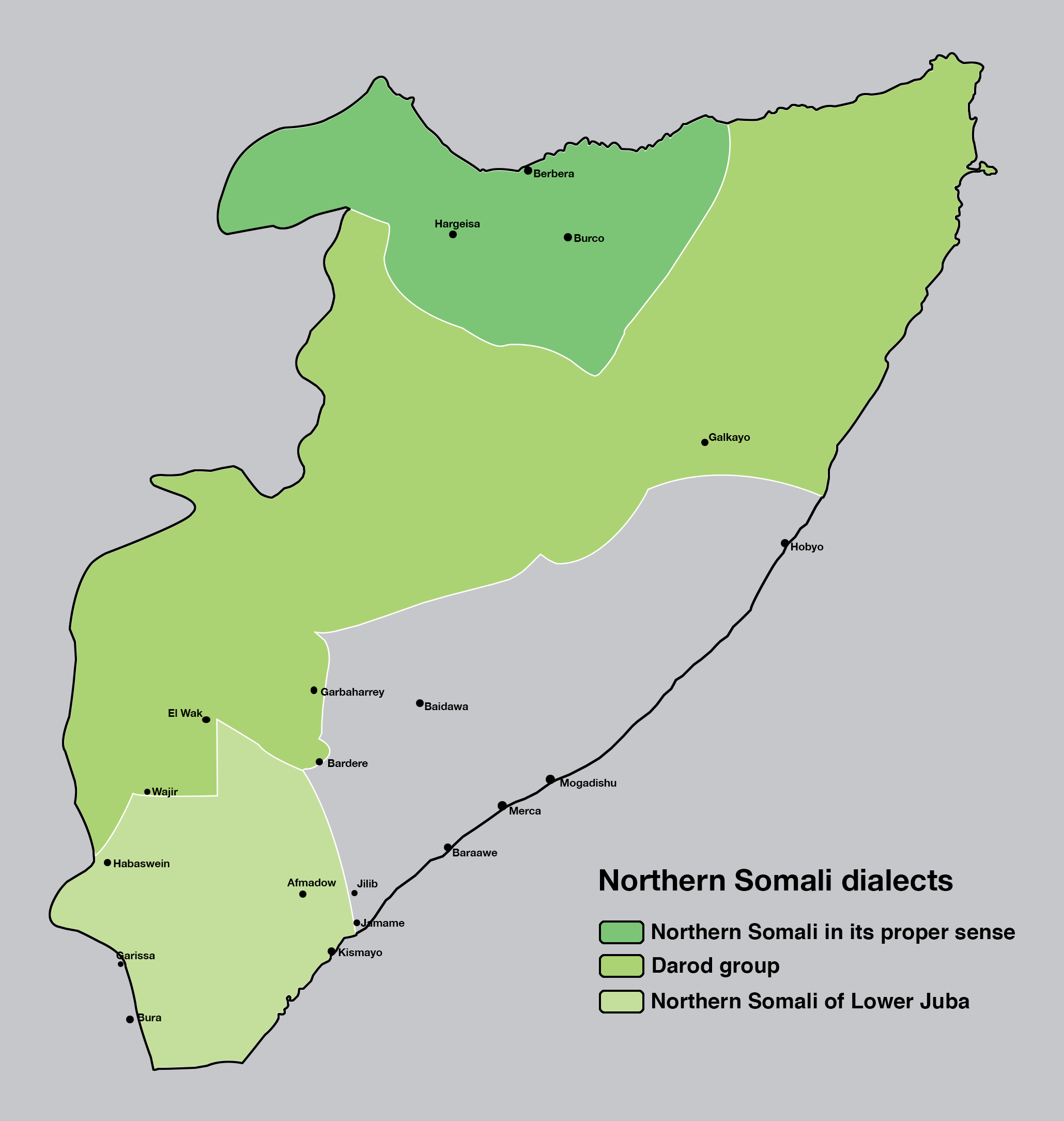
Subgrups dialectals del somali septentrional (nsom)

El maay és parlat principalment pels clans Digil i Mirifle (Rahanweyn) a les regions meridionals de Somàlia. La seva àrea de parla s'estén des de la frontera sud-oest amb Etiòpia fins a una regió propera a la franja costanera entre Mogadiscio i Kismayo, incloent-hi la ciutat de Baidoa. El maay és parcialment mútuament comprensible amb el somali del nord, amb un grau de divergència comparable al que hi ha entre l'espanyol i el portuguès. Malgrat aquestes diferències lingüístiques, els parlants de somali es consideren col·lectivament com a parlants d'una llengua comuna. Tampoc s'utilitza generalment en l'educació ni en els mitjans de comunicació. Tanmateix, els parlants de maay sovint utilitzen el somali estàndard com a lingua franca, que s'aprèn a través de les comunicacions de masses, la migració interna i la urbanització.

## Fonologia

### Vocals
Diferents anàlisis han proposat inventaris i característiques vocàliques una mica diferents per al somali, depenent del conjunt de parlants els dialectes dels quals s'estudien. Fins a quatre característiques poden ser fonològicament distintives: alçada, part posterior, arrel de la llengua i longitud.
Saeed (1982) i Orwin (1994) proposen sistemes amb cinc vocals principals, però només el sistema d'Orwin fa una distinció entre les arrels de la llengua. :3 :61Gabbard (2010) proposa un sistema amb sis vocals principals, amb una distinció d'arrel lingüística, però només en les vocals anteriors.
|               | Davant | Central       | Enrere |
| ------------- | --- | ------------- | --- |
| Alt           | i La vocal curta i de vegades es redueix a una a, per exemple; “Falastiin” so, lit. 'Palestina'. També quan veiem “Sidee Tahay” so, lit. 'Com estàs?', és clar que és merament dialectal. ⟨i⟩ iː ⟨ii⟩ |               | u La vocal curta u de vegades es redueix a una a, per exemple; “Jamhuuriyadda” so, lit. 'República', però, tanmateix, és clar que és simplement dialectal meridional.y. ⟨u⟩ uː ⟨uu⟩ |
| Vocal mitjana | blank ⟨⟩ eː ⟨ee⟩ |               | o ⟨o⟩ oː ⟨oo⟩ |
| Baix          | | a ⟨a⟩ aː ⟨aa⟩ | |

Orwin argumenta que, a més de les vocals enumerades anteriorment, cadascuna d'aquestes cinc vocals té una variant frontal (arrel lingüística avançada), basada en l'existència de parells mínims com ara:
- duul ('vola!') vs. du̘u̘l ('ataca!')

- keen ('porta!') vs. ke̘e̘n ('ell va portar')

Gabbard afirma que només les vocals anteriors (/i/) tenen variants avançades, tot i que el seu sistema inclou una sisena vocal, /ɑ/. Tant Orwin com Gabbard coincideixen que la diferència fonètica i fonològica precisa entre les vocals avançades i retractades de l'arrel de la llengua no està clara. :61

### Consonants
El somali té 22 fonemes consonàntics.
|                      |                      | Bilabial | Coronal | Consonant postalveolar                | Velar  | Uvular       | Faringeal | Consonant glotal |
| -------------------- | -------------------- | -------- | ------- | ------------------------------------- | ------ | ------------ | --------- | ---------------- |
| Nasal                | Nasal                | m ⟨m⟩    | n ⟨n⟩   |                                       |        |              |           |                  |
| Consonant oclusiva   | sense veu            |          | t̪ ⟨t⟩   |                                       | k ⟨k⟩  | q ⟨q⟩        |           | ʔ ⟨'⟩            |
| Consonant oclusiva   | Veu                  | b † ⟨b⟩  | d̪ † ⟨d⟩ | ɖ ⟨dh⟩                                | ɡ †⟨g⟩ |              |           |                  |
| Consonant africada   | Consonant africada   |          |         | d͡ʒ ⟨j⟩                                |        |              |           |                  |
| Consonant fricativa  | Sense veu            | f ⟨f⟩    | s ⟨s⟩   | ʃ ⟨sh⟩                                | x ⟨kh⟩ | nom=uvular}} | ħ ⟨x⟩     | h ⟨h⟩            |
| Consonant fricativa  | expressat            |          |         |                                       |        |              | ʕ ⟨C⟩     |                  |
| Consonant vibrant    | Consonant vibrant    |          | r ⟨r⟩   | (ɽ) /ɖ/ es pronuncia [ɽ] postalveolar |        |              |           |                  |
| Consonant aproximant | Consonant aproximant |          | l ⟨l⟩   | j ⟨y⟩                                 | w ⟨w⟩  |              |           |                  |

^† Les consonants /b d̪ ɡ/ sovint leniten a [β̞ ð ɣ] intervocàlicament. 
L'explosiva retroflexa /ɖ/ pot tenir una qualitat implosiva per a alguns parlants bantus somalis, i intervocàlicament es pot realitzar com el flap [ɽ] Alguns parlants produeixen /ħ/ amb trill epiglotal com a / ʜ / en retrospectiva. /q/ sovint s'epiglotalitza.
La lletra ⟨dh⟩ es pronuncia com un so retroflex [ɽ] quan apareix intervocàlicament, com a qu dh aanjo.
La lletra ⟨kh⟩ que es troba en els manlleus àrabs, rarament es pronuncia com a fricativa velar. Més sovint es confon amb /q/, que es pronuncia [χ] en posició de coda sil·làbica.

### To
El to és fonèmic en somali, però es debat si el somali és un accent tonal o si és una llengua tonal. Andrzejewski (1954) postula que el somali és una llengua tonal, mentre que Banti (1988) suggereix que és un sistema tonal.

### Fonotactica
L'estructura sil·làbica del somali és (C)V(C).
Els morfemes arrels solen tenir una estructura monosil·làbica o bisil·làbica.
Els grups de dues consonants no apareixen ni al principi ni al final de paraula, és a dir, només apareixen als límits de les síl·labes. Les consonants següents poden ser geminades: /b/, /d/, /ɖ/, /ɡ/, /ɢ/, /m/, /n/, /r/ i /l/. Les següents no poden ser geminades: /t/, /k/ i les fricatives.
Dues vocals no poden aparèixer juntes als límits de les síl·labes. Per tant, s'insereixen consonants epentètiques, com ara [j] i [ʔ].

## Vocabulari

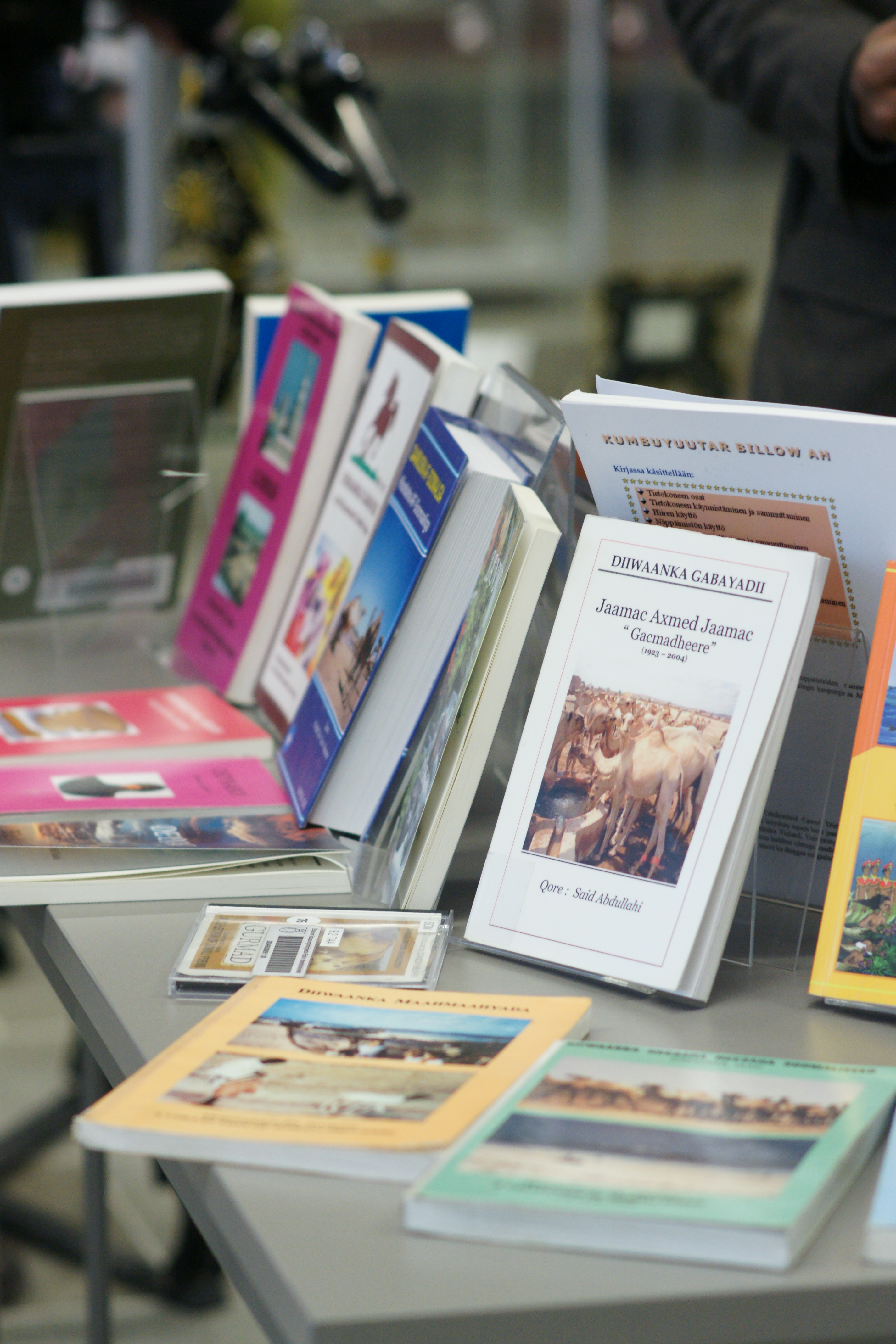
Llibres en somali en exposició.

Els préstecs somalis es poden dividir en els derivats d'altres llengües afroasiàtiques (principalment l'àrab) i els d'extracció indoeuropea (principalment l'italià).
Els principals préstecs lèxics del somali provenen de l'àrab i s'estima que constitueixen aproximadament el 20% del vocabulari de la llengua. Això és un llegat dels extensos vincles i contactes socials, culturals, comercials i religiosos del poble somali amb les poblacions properes de la península Aràbiga. Els préstecs àrabs s'utilitzen més habitualment en la parla religiosa, administrativa i educativa (per exemple, aamiin per a fe en Déu), tot i que també són presents en altres àrees (per exemple, kubbad-da, bola). Soravia (1994) va assenyalar un total de 1.436 préstecs àrabs a Agostini ao 1985, un destacat diccionari somali de 40.000 entrades. La majoria dels termes consistien en substantius d'ús comú. Aquests préstecs lèxics poden haver estat més extensos en el passat, ja que algunes paraules que Zaborski (1967:122) va observar a la literatura antiga eren absents a l'obra posterior d'Agostini. A més, la majoria dels noms personals deriven de l'àrab.
La llengua somali també conté alguns préstecs indoeuropeus que es van conservar del període colonial. La majoria d'aquests préstecs lèxics provenen de l'anglès i l'italià i s'utilitzen per descriure conceptes moderns (per exemple, telefishen-ka, la televisió; raadia-ha, la ràdio). Hi ha 300 préstecs de l'italià, com ara garawati per a corbata (de l'italià cravatta.), dimuqraadi de democratico (democràtic), mikroskoob del microscopi, i així successivament.
A més, el somali conté termes lèxics del persa, l'urdú i l'hindi que es van adquirir a través del comerç històric amb comunitats del Pròxim Orient i del sud d'Àsia (per exemple, khiyaar cogombre del persa: خيار khiyār). Altres paraules de préstec també han desplaçat els seus sinònims nadius en alguns dialectes (per exemple, jabaati un tipus de pa pla de l'hindi: चपाती chapāti desplaçant sabaayad). Algunes d'aquestes paraules també es van prendre en préstec indirectament a través de l'àrab.
Com va assenyalar l'historiador somali Mohammed Nuuh Ali, la llengua somali també incorpora diversos manlleus de l'antic Harari.
Com a part d'un esforç governamental més ampli de purisme lingüístic en la llengua somali, les últimes dècades han vist un impuls a Somàlia cap a la substitució dels manlleus en general pels seus equivalents o neologismes somalis. Amb aquesta finalitat, el Consell Revolucionari Suprem durant el seu mandat va prohibir oficialment el manlleu i l'ús de termes anglesos i italians.